# Taissy
Ne doit pas être confondu avec Tessy-Bocage.
Taissy est une commune française, située dans le département de la Marne en région Grand Est. Ses habitants sont nommés les Taissotin(e)s.

## Géographie

### Situation
| Reims                      | Saint-Léonard    |           |
| Cormontreuil, Trois-Puits  | Taissy           | Puisieulx |
| Montbré, Rilly-la-Montagne | Mailly-Champagne |           |

### Quartiers, hameaux, lieux-dits et écarts
- Le Mont Ferré.

### Hydrographie

#### Réseau hydrographique
La commune est dans la région hydrographique « la Seine du confluent de l'Oise (inclus) à l'embouchure » au sein du bassin Seine-Normandie. Elle est drainée par la Vesle et divers bras de la Vesle,.
La Vesle, d'une longueur de 139 km, prend sa source dans la commune de Somme-Vesle et se jette  dans l'Aisne à Ciry-Salsogne, après avoir traversé 52 communes. Les caractéristiques hydrologiques de la Vesle sont données par la station hydrologique située sur la commune de Taissy. Le débit moyen mensuel est de 2,63 m3/s. Le débit moyen journalier maximum est de 13,9 m3/s, atteint lors de la crue du 12 février 1988. Le débit instantané maximal est quant à lui de 14,3 m3/s, atteint le 18 avril 2001.

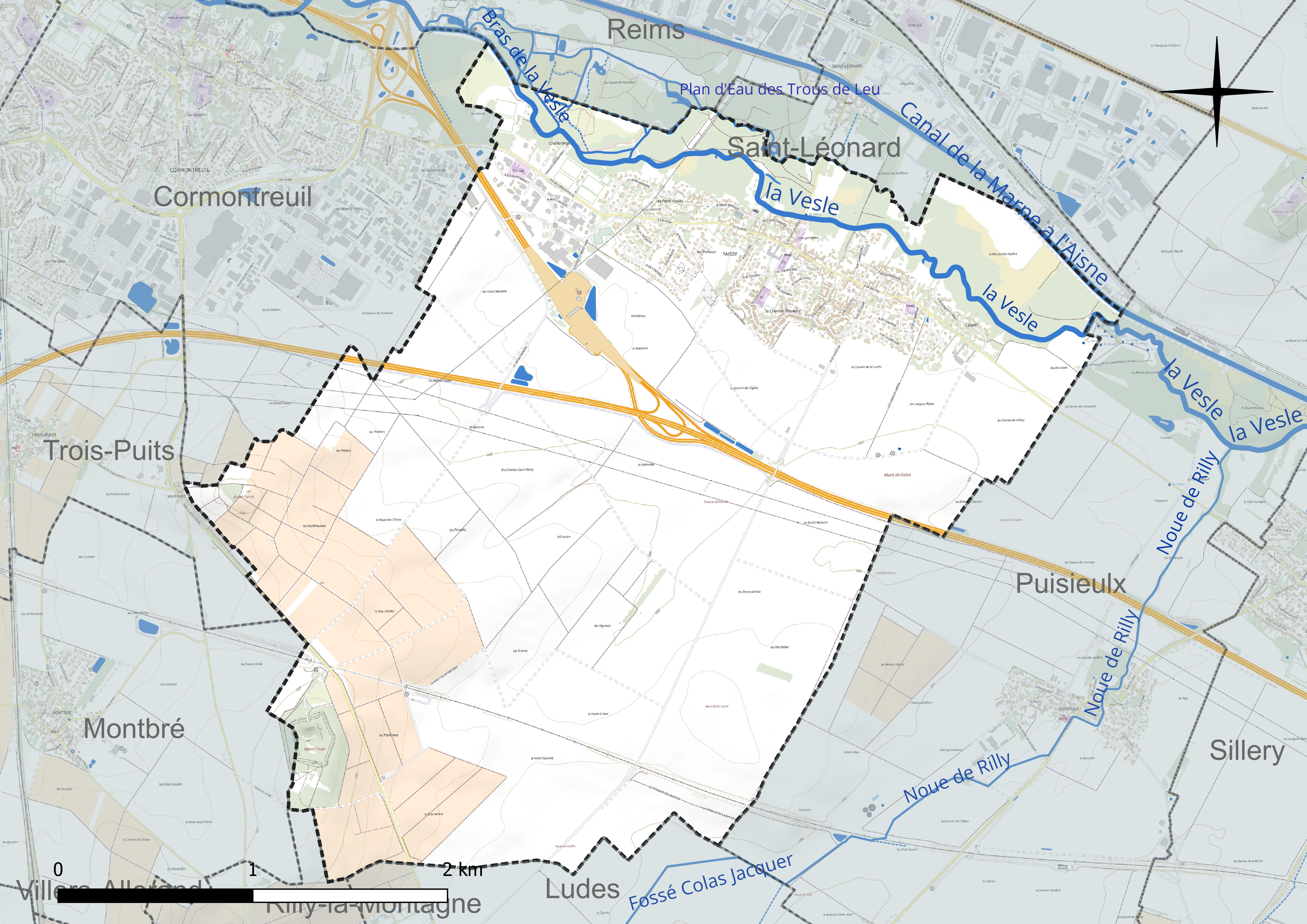
Réseau hydrographique de Taissy.

Un plan d'eau complète le réseau hydrographique : le plan d'eau des Trous de Leu, d'une superficie totale de 0,5 ha (0 ha sur la commune),.

#### Gestion et qualité des eaux
Le territoire communal est couvert par le schéma d'aménagement et de gestion des eaux (SAGE) « Aisne Vesle Suippe ». Ce document de planification, dont le territoire s’étend sur 3 096 km2 répartis sur trois départements (Aisne, Marne et Ardennes) et deux régions (Champagne-Ardenne et Picardie), a été approuvé le 16 décembre 2013. La structure porteuse de l'élaboration et de la mise en œuvre est le Syndicat d’aménagement des bassins Aisne Vesle Suippe (SIABAVES). 
La qualité des cours d’eau peut être consultée sur un site dédié géré par les agences de l’eau et l’Agence française pour la biodiversité. 

### Climat
Pour des articles plus généraux, voir Climat du Grand Est et Climat de la Marne.
En 2010, le climat de la commune est de type climat océanique dégradé des plaines du Centre et du Nord, selon une étude du Centre national de la recherche scientifique s'appuyant sur une série de données couvrant la période 1971-2000. En 2020, Météo-France publie une typologie des climats de la France métropolitaine dans laquelle la commune est exposée à un climat océanique altéré et est dans la région climatique  Nord-est du bassin Parisien, caractérisée par un ensoleillement médiocre, une pluviométrie moyenne régulièrement répartie au cours de l’année et un hiver froid (3 °C). 
Pour la période 1971-2000, la température annuelle moyenne est de 10,4 °C, avec une amplitude thermique annuelle de 15,4 °C. Le cumul annuel moyen de précipitations est de 675 mm, avec 11 jours de précipitations en janvier et 8,5 jours en juillet. Pour la période 1991-2020, la température moyenne annuelle observée sur la station météorologique de Météo-France la plus proche, « Mailly-civc », sur la commune de Mailly-Champagne à 7 km à vol d'oiseau, est de 11,2 °C et le cumul annuel moyen de précipitations est de 755,5 mm. 
La température maximale relevée sur cette station est de 39,8 °C, atteinte le 25 juillet 2019 ; la température minimale est de −20 °C, atteinte le 16 janvier 1985,,. 
Les paramètres climatiques de la commune ont été estimés pour le milieu du siècle (2041-2070) selon différents scénarios d'émission de gaz à effet de serre à partir des nouvelles projections climatiques de référence DRIAS-2020. Ils sont consultables sur un site dédié publié par Météo-France en novembre 2022.

## Urbanisme

### Typologie
Au 1er janvier 2024, Taissy est catégorisée bourg rural, selon la nouvelle grille communale de densité à sept niveaux définie par l'Insee en 2022.
Elle appartient à l'unité urbaine de Reims, une agglomération intra-départementale regroupant neuf  communes, dont elle est une commune de la banlieue,,. Par ailleurs la commune fait partie de l'aire d'attraction de Reims, dont elle est une commune de la couronne,. Cette aire, qui regroupe 294 communes, est catégorisée dans les aires de 200 000 à moins de 700 000 habitants,.

### Occupation des sols
L'occupation des sols de la commune, telle qu'elle ressort de la base de données européenne d’occupation biophysique des sols Corine Land Cover (CLC), est marquée par l'importance des territoires agricoles (79,6 % en 2018), en diminution par rapport à 1990 (81,6 %). La répartition détaillée en 2018 est la suivante : 
terres arables (63 %), cultures permanentes (13,6 %), zones urbanisées (11,8 %), forêts (7,5 %), zones agricoles hétérogènes (3 %), zones humides intérieures (1,1 %). L'évolution de l’occupation des sols de la commune et de ses infrastructures peut être observée sur les différentes représentations cartographiques du territoire : la carte de Cassini (XVIIIe siècle), la carte d'état-major (1820-1866) et les cartes ou photos aériennes de l'IGN pour la période actuelle (1950 à aujourd'hui).

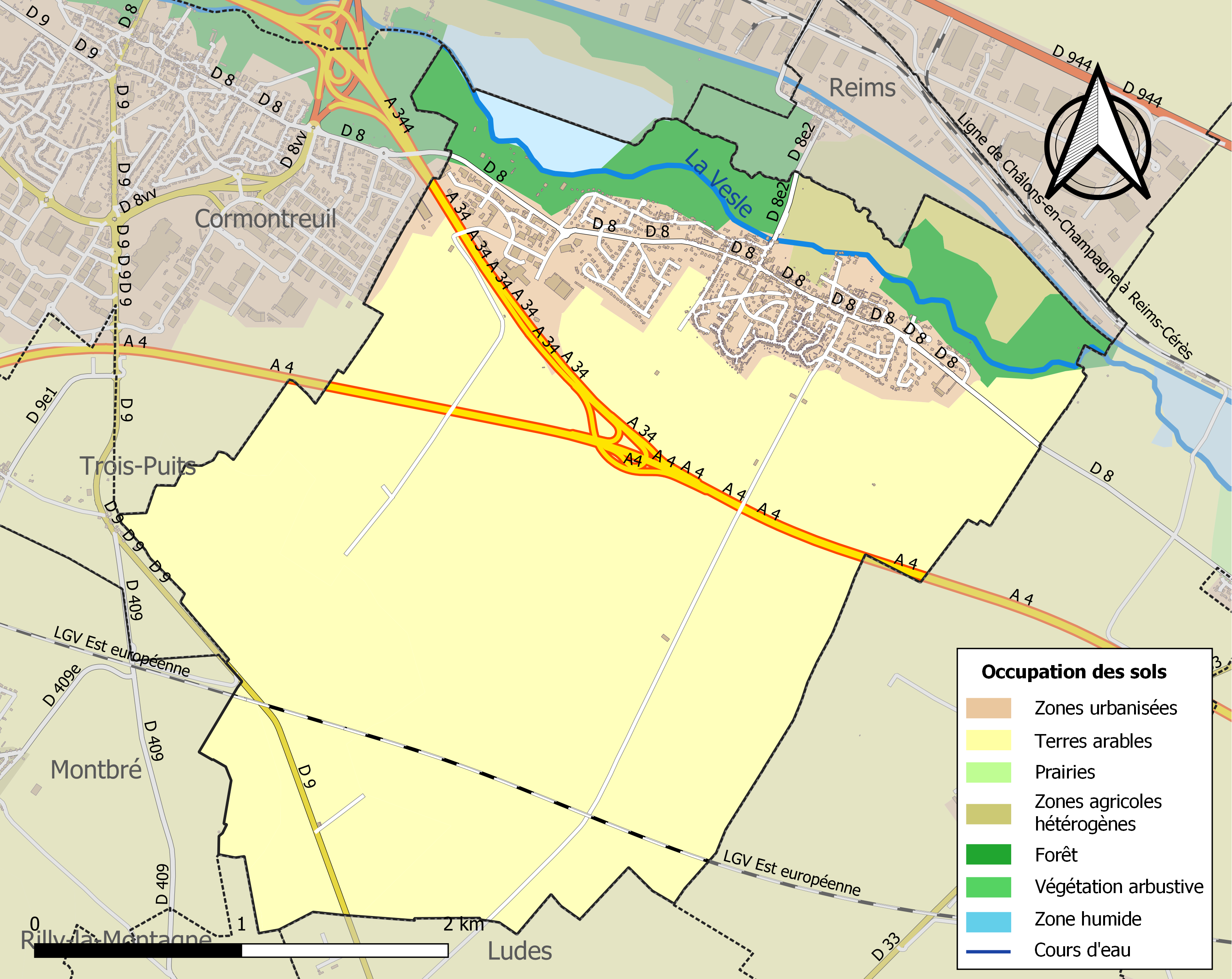
Carte des infrastructures et de l'occupation des sols de la commune en 2018 (CLC).

## Toponymie
Le nom de la localité est attesté sous les formes Tasiacus (vers 850) ; Tessiacum (milieu du IXe siècle) ; Tasciacum (987-996) ; Tassceius (commencement du XIe siècle) ; Tassiacum (1090) ; Tassieium (1123) ; Taissi (1182) ; Taiseium (XIIe siècle) ; Thassiacum (vers 1200) ; Taisseium (1218) ; Tasseium (1221) ; Teci, Teisi, Tessi (vers 1222) ; Thaisseium (1243) ; Teissi (vers 1252) ; Taxeium (vers 1260) ; Taicé, Taisi (vers 1263) ; Taissiacum (1280) ; Thaissy (1292) ; Taissi juxta Remis (1294) ; Taisy (1322) ; Tayssy (1346) ; Taissy emprez Reims (1384) ; Tessy (1516).

## Histoire

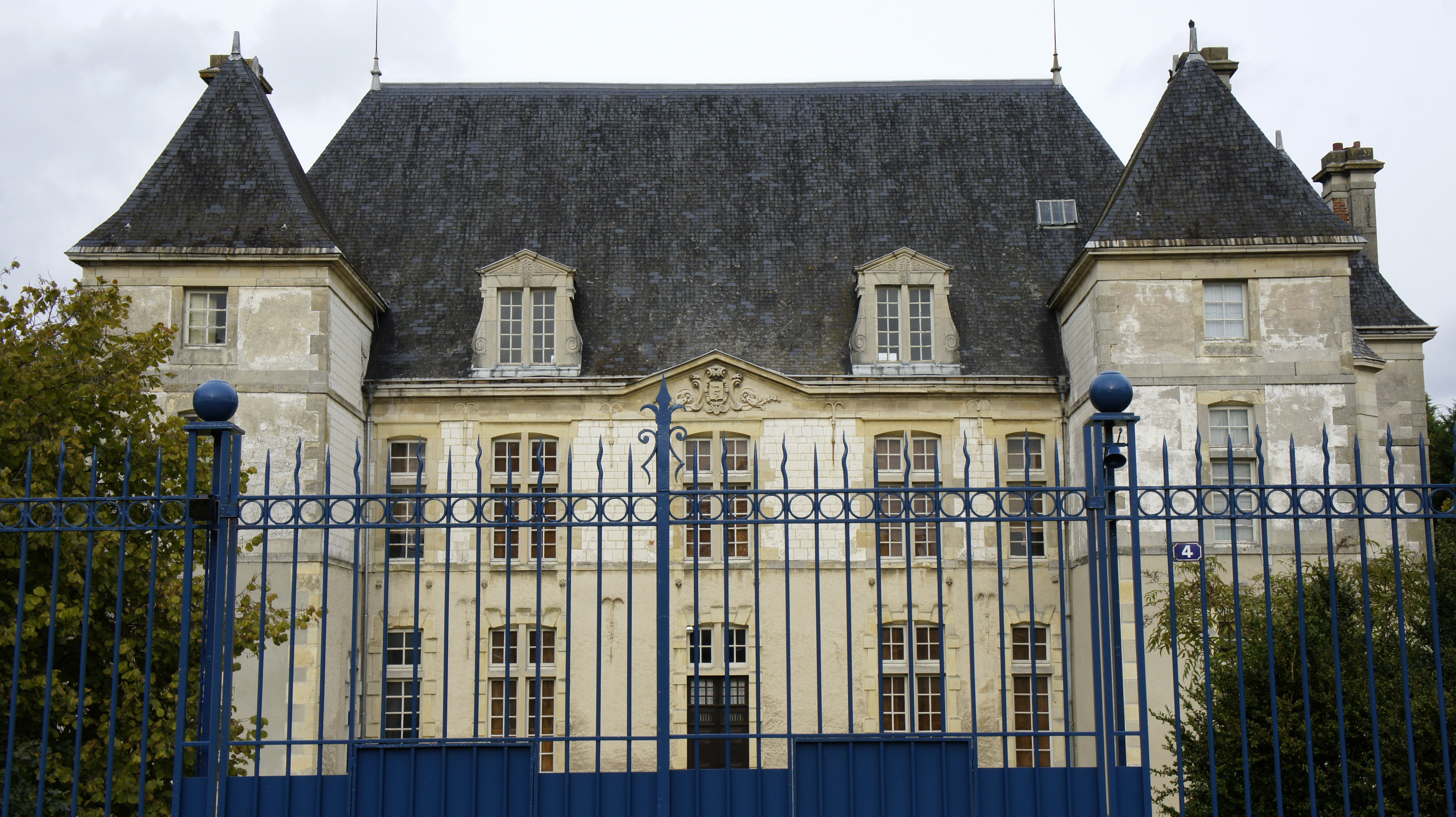
Le château de Challerange bâti en 1633 par Colbert.

Le site de Taissy était déjà habité pendant l'époque gauloise, dès l'âge du fer (-450), on a retrouvé des traces de cimetière, puis d'habitations. À l'époque gallo-romaine, des villas montrent qu'on se livrait à la culture des champs et des vignes.
Par la suite, les documents datant de saint Remi démontrent que le terroir était prospère et qu'on y récoltait en abondance du vin et des céréales. La guerre de Cent Ans vit le pays ravagé et incendié. Le passage de Jeanne d'Arc est signalé lors du sacre de Charles VII au XVIe siècle, les guerres de Religion perturbèrent gravement les paysans de Taissy, incendies, passage des troupes, récoltes pillées…
La paix revenue, on fit goûter le cru de Taissy à la cour de Louis XIV. Les seigneurs de Taissy, les Bezanne, avaient un château, la famille Colbert fit construire une gentilhommière, le château actuel.
À la veille de la Révolution, les paysans prirent part à la rédaction des cahiers de doléances, leur principale revendication étant la suppression des charges et impôts excessifs. Il n'y eut pas de troubles marquants à Taissy, mais la châtelaine fut guillotinée dans sa fuite et sa mère mourut en prison.
Le curé prêta serment et resta au village. Le château fut mis en pièces et vendu. Sous l'époque napoléonienne, la paysannerie retrouva une certaine prospérité, mais les événements de la guerre de 1814 mirent le pays à feu et à sang pendant près de deux mois. Encore une fois, il fallut tout reconstruire.

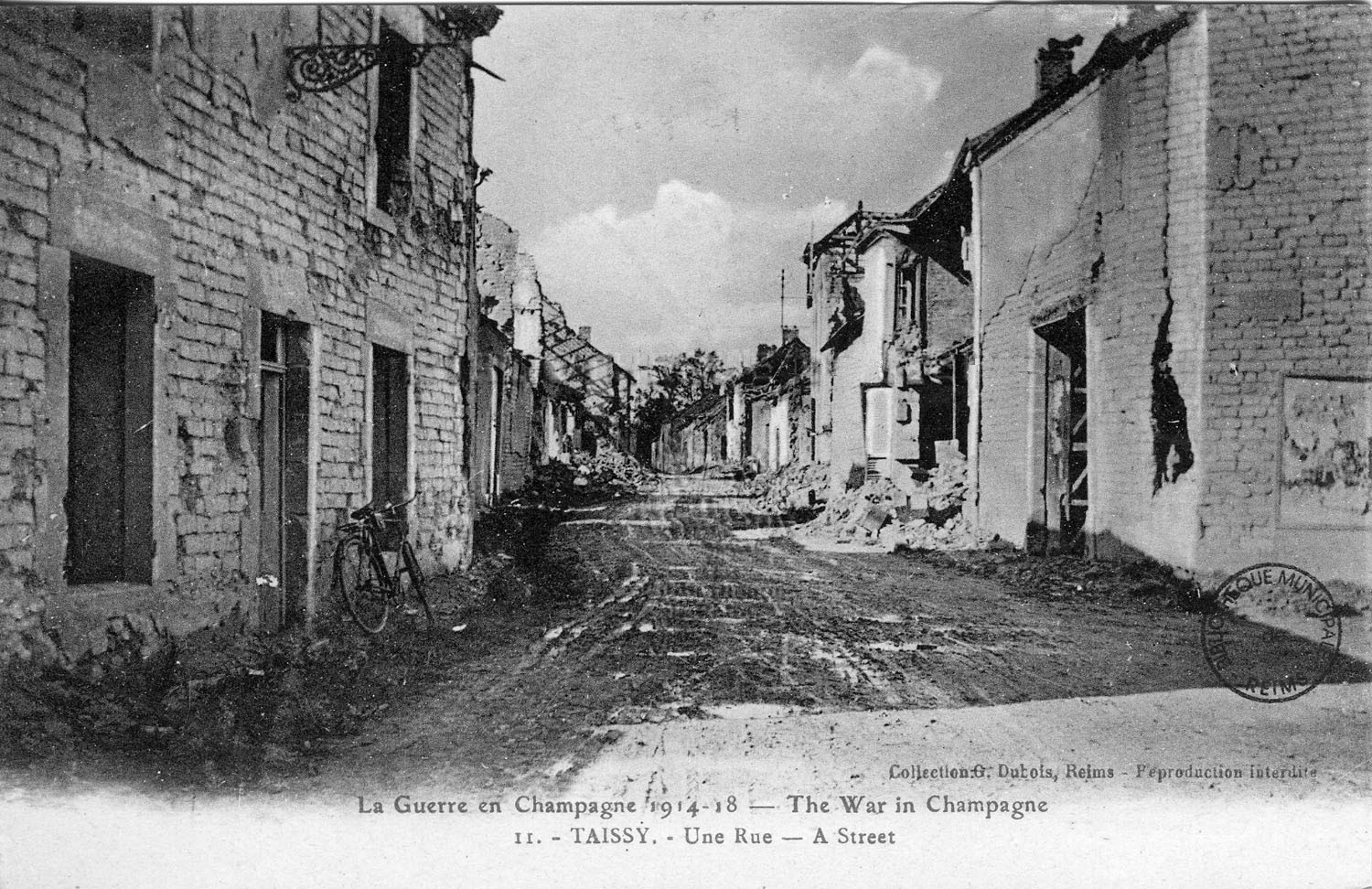
Rue de Taissy en 1918.

Une période plus calme vit la construction de bâtiments neufs remplaçant les masures et granges de chaume quand survint la guerre de 1870. On n'avait pas atteint le pire, car la guerre de 1914, qui dura quatre années dans le village, vit la lente destruction de toutes les maisons, le départ des habitants de Taissy et la ruine du château de Challerange. Une nouvelle fois, Taissy se relèvera de ses cendres. L'agriculture évoluera, mais la population ira de plus en plus travailler en ville.
Les événements de 1940 et l'occupation marquèrent encore une fois le village par ses deuils et les départs des jeunes au STO. Les prisonniers ne revinrent pour la plupart qu'à la fin de la guerre. La période actuelle vit un grand changement au niveau démographique avec la construction de nombreux logements, de 600 habitants, le village est passé à plus de 2300. La création d'un parc d'activités, la proximité de Reims, la modification des tailles des exploitations agricoles, tout cela a contribué à donner un nouveau visage au Taissy de l'an 2000.

## Politique et administration

### Intercommunalité
La commune, antérieurement membre de la communauté de communes de Taissy, est membre depuis le 1er janvier 2013 de la communauté d'agglomération de Reims Métropole.
En effet, conformément aux prévisions du schéma départemental de coopération intercommunale (SDCI) de la Marne du 15 décembre 2011,, la communauté de communes de Taissy a fusionné avec l'ancienne Communauté d'agglomération Reims Métropole pour former le 1er janvier 2013 la nouvelle communauté d'agglomération de Reims Métropole à laquelle se sont jointes les communes de Champigny, Sillery et Cernay-lès-Reims.

### Liste des maires
| Période                                  | Période                      | Identité                                       | Étiquette | Qualité                            |
| ---------------------------------------- | ---------------------------- | ---------------------------------------------- | --------- | ---------------------------------- |
| 1864                                     | ?                            | Félix Alphonse Ballot,                         |           |                                    |
| 1874                                     | 1879                         | Ballot                                         |           |                                    |
|                                          |                              |                                                |           |                                    |
| mars 1959                                | mars 1983                    | André Brochet                                  |           |                                    |
| mars 1983                                | mars 2001                    | Gérard Leclère                                 | DVD       |                                    |
| mars 2001                                | mars 2008                    | Jean-Pierre Lenglet                            | DVD       |                                    |
| mars 2008                                | mars 2014                    | Daniel Bonnet                                  | SE        | Expert judiciaire                  |
| mars 2014                                | En cours (au 4 juillet 2014) | Patrice Barrier réélu pour le mandat 2020-2026 | DVD       | Cadre dans une entreprise publique |
| Les données manquantes sont à compléter. |                              |                                                |           |                                    |

## Économie

### Transports
La commune est desservie par la ligne  bus  16  (maintenant E5)(Opéra ↔ Prunay - Mairie) du réseau de transports en commun de l'agglomération CITURA la reliant aux communes de Prunay, Sillery, Cormontreuil et Reims où elle dessert le lycée Marc-Chagall et le centre-ville.

## Démographie
L'évolution du nombre d'habitants est connue à travers les recensements de la population effectués dans la commune depuis 1793. Pour les communes de moins de 10 000 habitants, une enquête de recensement portant sur toute la population est réalisée tous les cinq ans, les populations de référence des années intermédiaires étant quant à elles estimées par interpolation ou extrapolation. Pour la commune, le premier recensement exhaustif entrant dans le cadre du nouveau dispositif a été réalisé en 2004.

En 2022, la commune comptait 2 202 habitants, en évolution de −0,27 % par rapport à 2016 (Marne : −1,19 %, France hors Mayotte : +2,11 %).
| 1793 | 1800 | 1806 | 1821 | 1831 | 1836 | 1841 | 1846 | 1851 |
| ---- | ---- | ---- | ---- | ---- | ---- | ---- | ---- | ---- |
| 390  | 445  | 426  | 473  | 429  | 540  | 593  | 610  | 579  |

| 1856 | 1861 | 1866 | 1872 | 1876 | 1881 | 1886 | 1891 | 1896 |
| ---- | ---- | ---- | ---- | ---- | ---- | ---- | ---- | ---- |
| 569  | 566  | 533  | 517  | 505  | 532  | 516  | 514  | 489  |

| 1901 | 1906 | 1911 | 1921 | 1926 | 1931 | 1936 | 1946 | 1954 |
| ---- | ---- | ---- | ---- | ---- | ---- | ---- | ---- | ---- |
| 462  | 440  | 414  | 259  | 357  | 385  | 415  | 419  | 422  |

| 1962 | 1968 | 1975  | 1982  | 1990  | 1999  | 2004  | 2006  | 2009  |
| ---- | ---- | ----- | ----- | ----- | ----- | ----- | ----- | ----- |
| 474  | 620  | 1 879 | 1 969 | 2 318 | 2 355 | 2 190 | 2 145 | 2 314 |

| 2014  | 2019  | 2022  | - | - | - | - | - | - |
| ----- | ----- | ----- | - | - | - | - | - | - |
| 2 239 | 2 183 | 2 202 | - | - | - | - | - | - |

## Culture et patrimoine

### Lieux et monuments

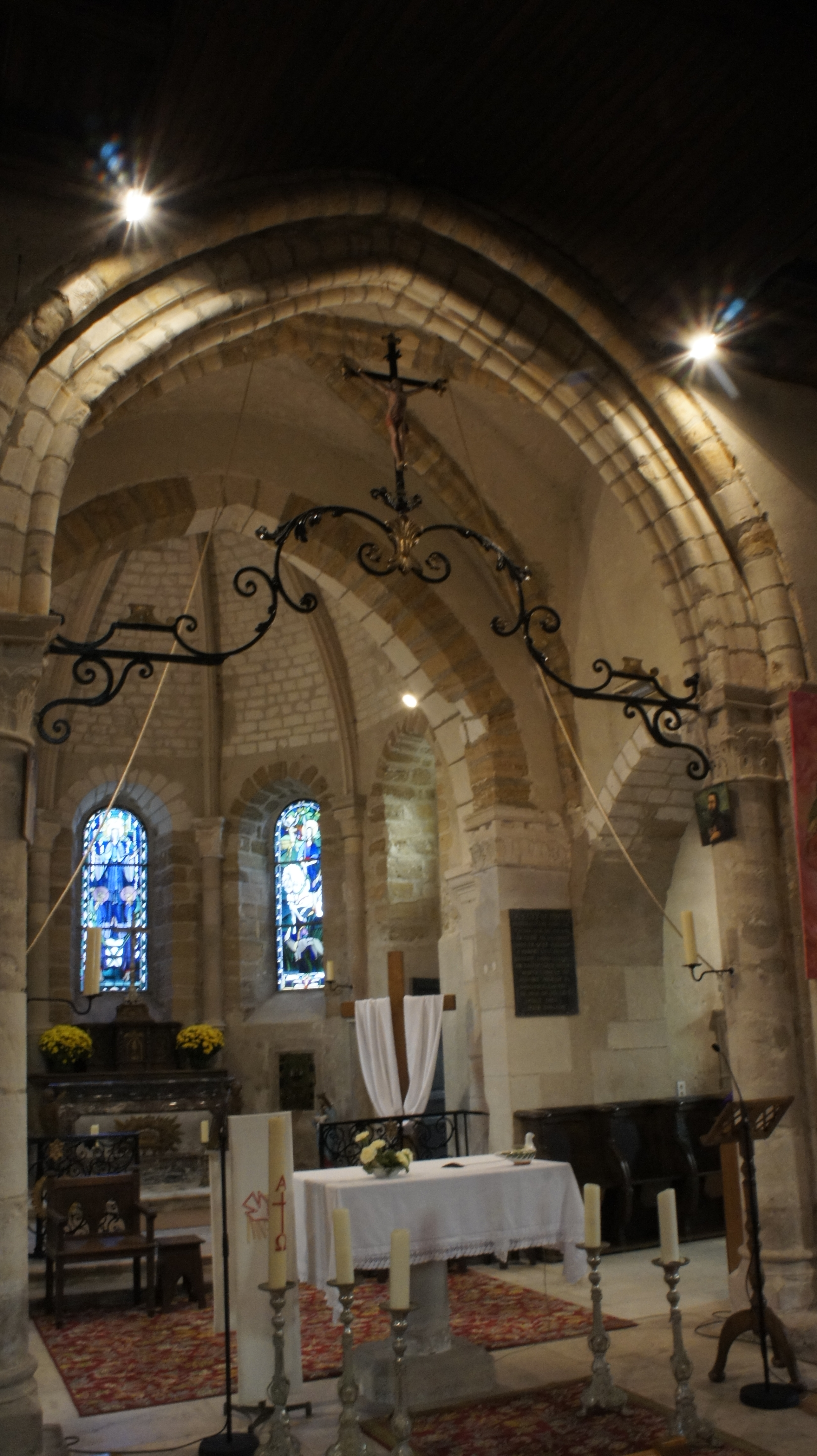
Abside,
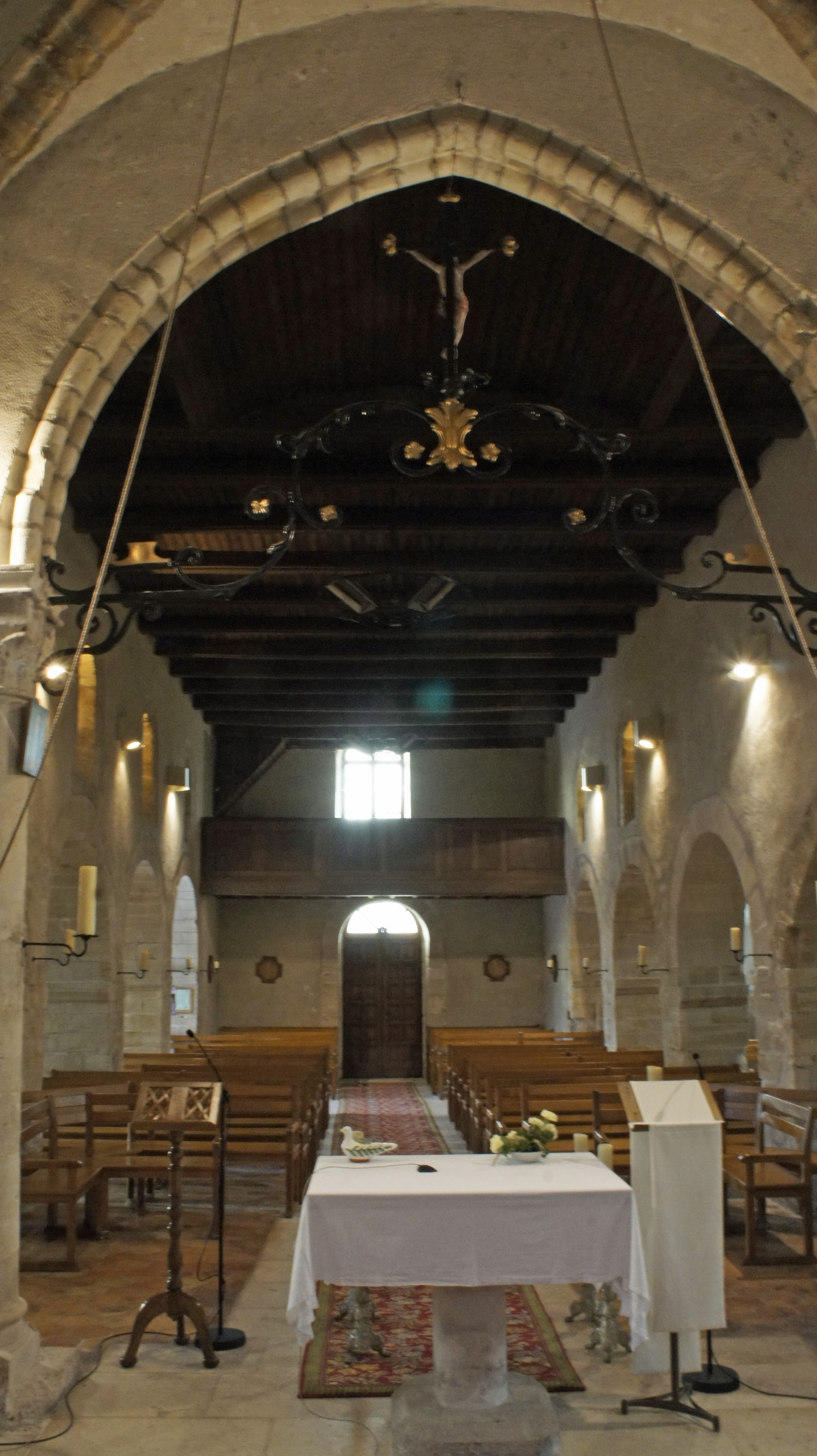
La nef,
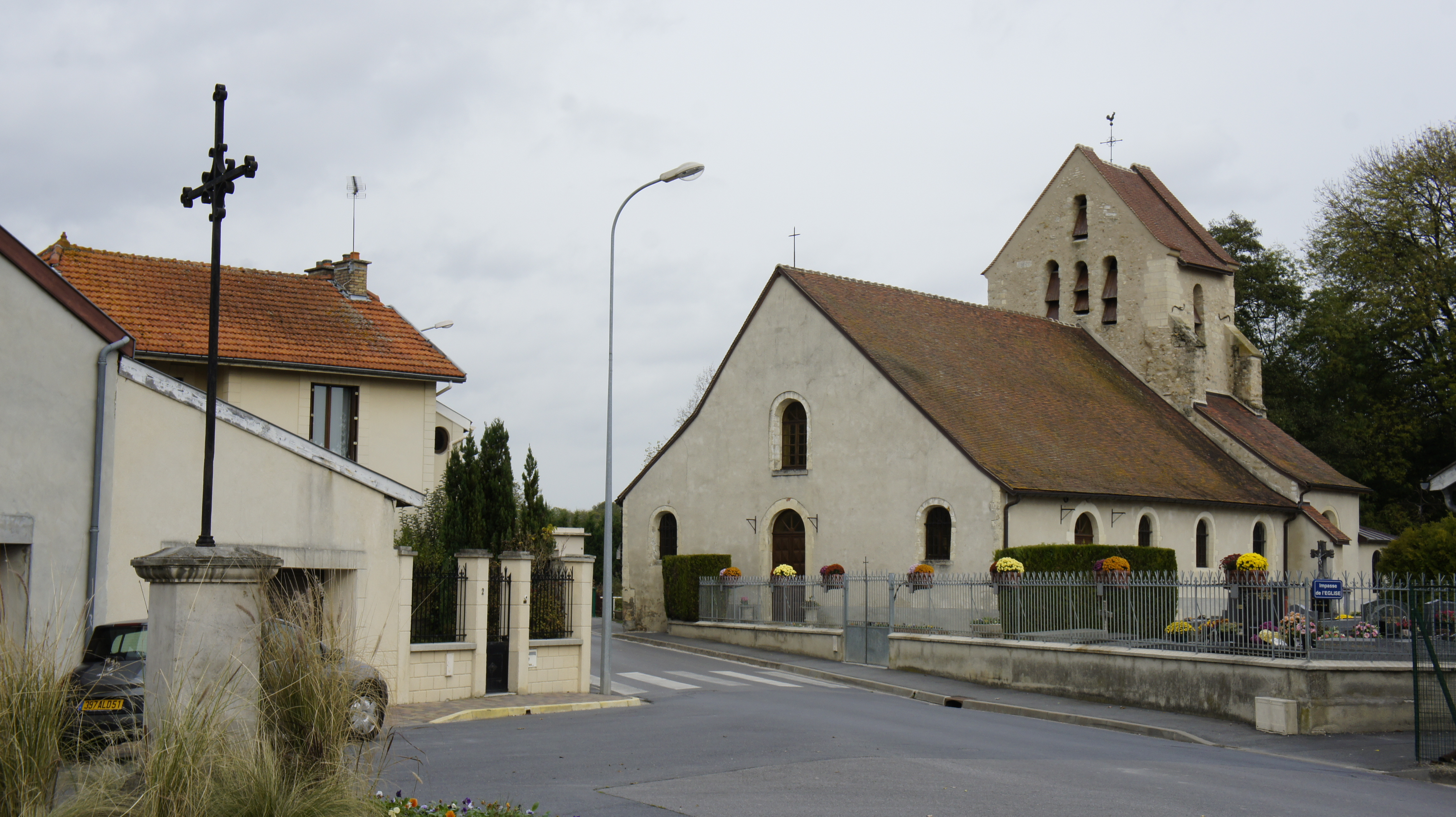
La place, une croix et l'église entourée de son cimetière.
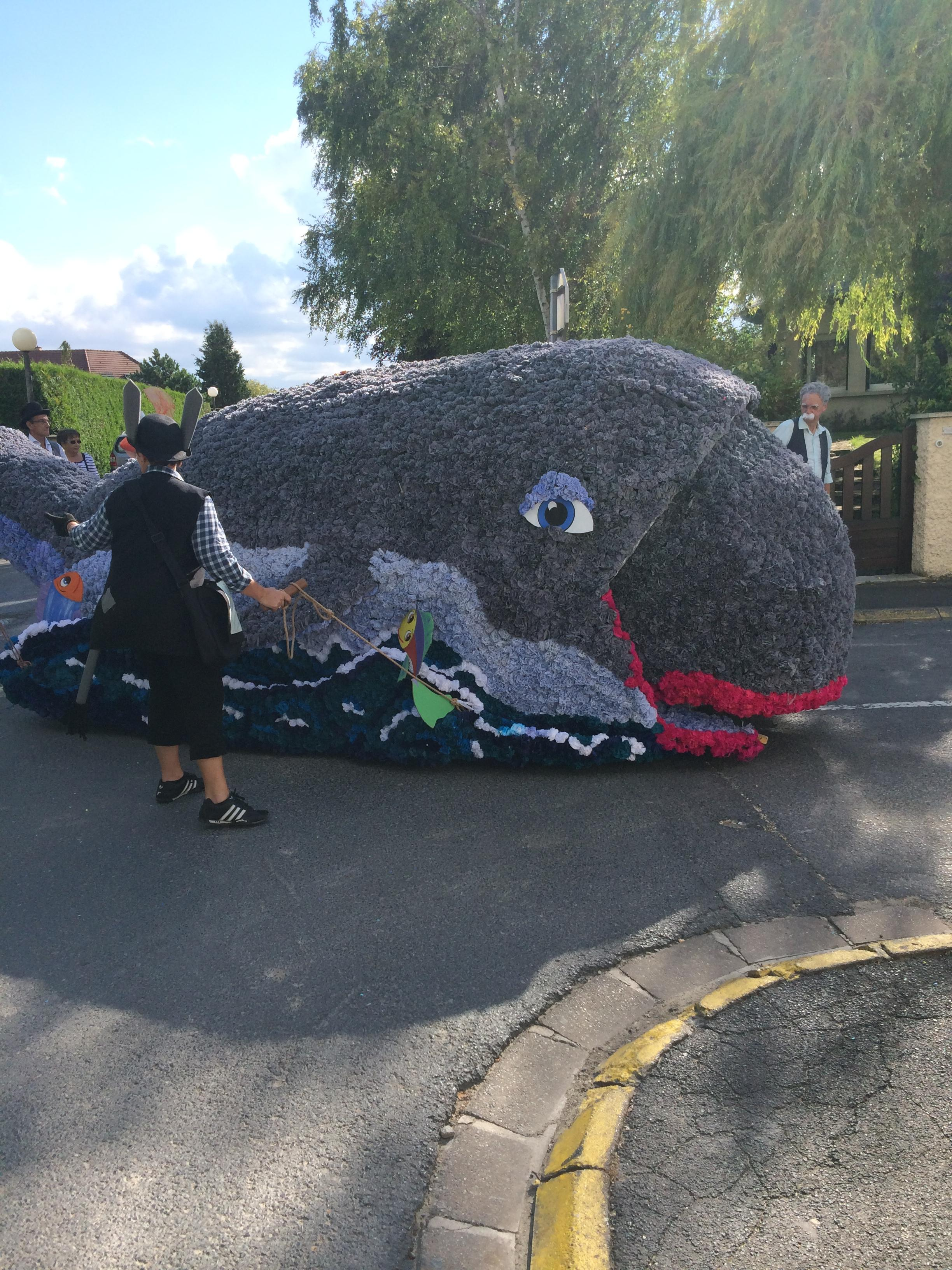
Fête, l'été des villes.

- L'église Notre-Dame du XIIe siècle ;
- Le parc du château[31] ;
- Une zone humide des trous de Leu formée par le lit de la Vesle.
- Le château de Challerange à Taissy (privé).
- Le fort de Montbré.

### Héraldique
| Armes de Taissy | Les armes de la commune se blasonnent ainsi : d'azur à la barre d'argent côtoyée de deux doubles cotices potencées et contre-potencées, accompagnée, en chef, d'une grappe de raisin feuillée et, en pointe, de trois épis de blé posés en barre traversant une roue dentée, le tout d'or, aux quatre burelles ondées aussi d'argent en pointe. |